# Limes Porolissensis

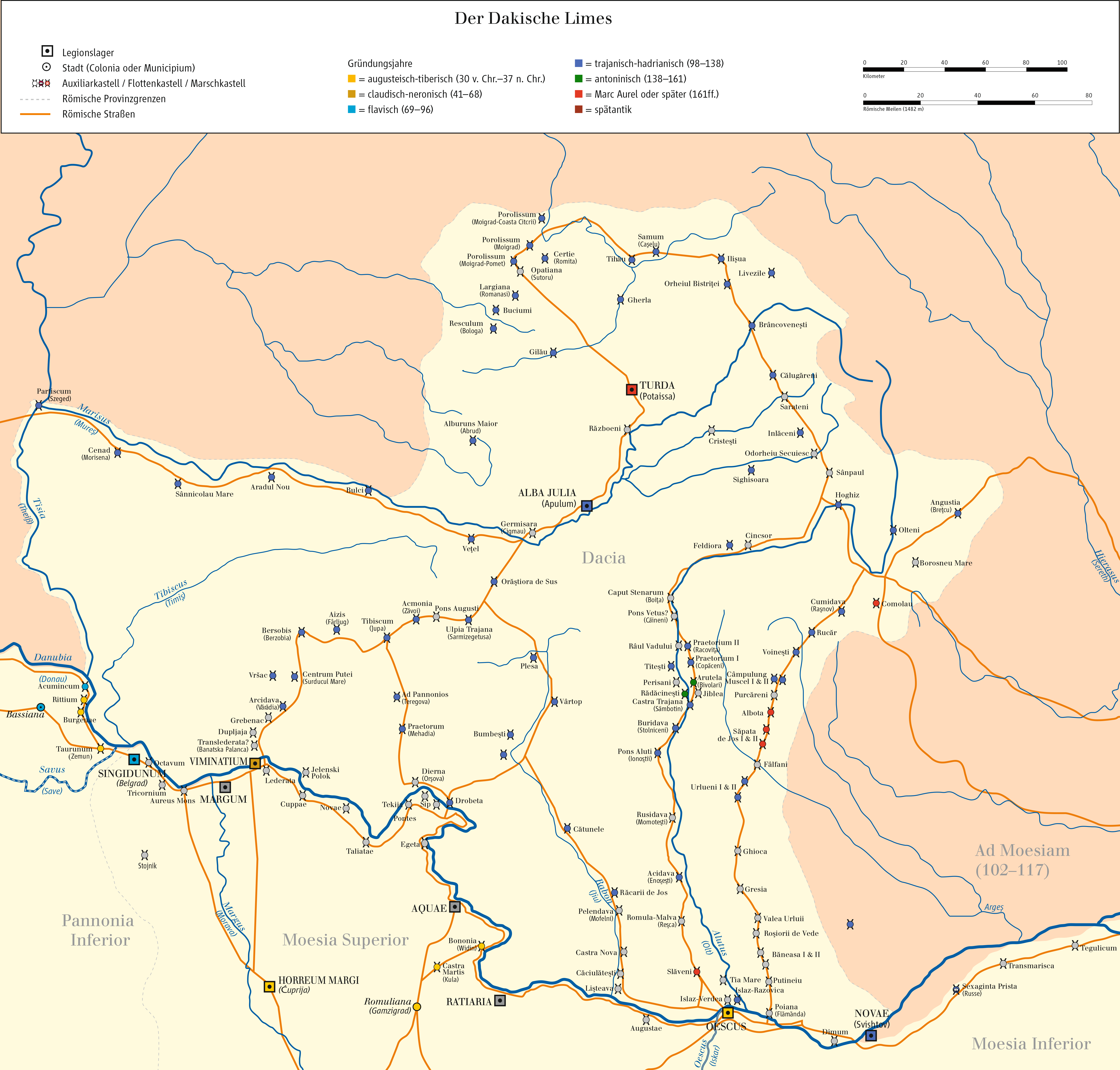
Verlauf der dakischen Limites

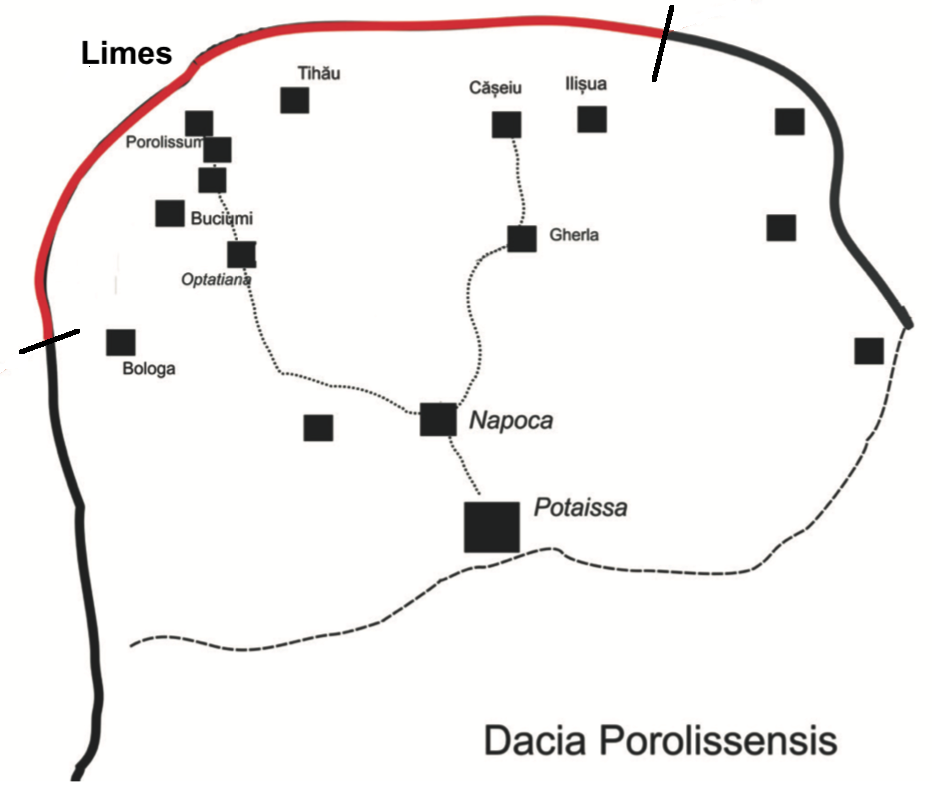
Verlauf des Limes Porolissensis

Als Limes Porolissensis bezeichnet man den nördlichen Abschnitt des römischen Limes auf dem Gebiet des heutigen Rumäniens. Der Limes Porolissensis befand sich im Norden des römisch besetzten Dakiens und umschloss nahezu halbkreisförmig die Provinz Dacia Porolissensis. Gemeinsam mit insgesamt 277 Bestandteilen des Dakischen Limes wurden weite Bereiche des Limes Porolissensis 2024 zum UNESCO-Weltkulturerbe erhoben. 

## Lage und Struktur
Topographisch gesehen befand er sich in aufgehenden Gebirgslagen und schirmte das fruchtbare und rohstoffreiche Hochland im Gebiet des heutigen Siebenbürgens gegen die umliegenden Gebirge des Barbaricums ab. Im Gegensatz zu anderen Limesabschnitten in Dakien bestand er nicht nur aus den einzelnen, durch Straßen miteinander verbundenen Kastellen der Auxiliartruppen, sondern besaß darüber hinaus ein vorgelagertes, ausgebautes System aus Wällen und Gräben, Wachtürmen und Kleinfestungen (Burgi und Clausurae).

## Rückwärtige Auxiliarlager
Die so ausgebaute Linie des Limes Porolissensis erstreckte sich vom Raum um Resculum im Westen bis zur Gegend vor dem Kastell Călugăreni im Osten. Hinter ihm befanden sich die größeren Militärlager (von West nach Ost):
- Kastell Bologa (Resculum)
- Kastell Buciumi
- Kastell Românași (Largiana)
- Kastell Romita (Certie)
- Kastelle von Moigrad (Porolissum)
- Kastell Tihău
- Kastell Cășeiu (Samum)
- Kastell Ilișua oder Arcobara
- Kastell Livezile
- Kastell Orheiu Bistriței
- Kastell Brâncovenești
- Kastell Călugăreni

Der westliche Teil des Limes Porolissensis wird in der Literatur nach dem gleichnamigen Gebirge auch als Meseș-Limes bezeichnet.